# Jeremiah Johnson
Jeremiah Johnson is een Amerikaanse speelfilm uit 1972, geregisseerd door Sydney Pollack. De film is gebaseerd op het non-fictieboek Crow Killer: The Saga of Liver-Eating Johnson (1969) van Raymond Thorp. De titelrol wordt gespeeld door Robert Redford.

## Rolverdeling
| Acteur            | Personage            |
| ----------------- | -------------------- |
| Robert Redford    | Jeremiah Johnson     |
| Will Geer         | Bear Claw Chris Lapp |
| Stefan Gierasch   | Del Gue              |
| Delle Bolton      | Swan                 |
| Josh Albee        | Caleb                |
| Joaquín Martínez  |                      |
| Allyn Ann McLerie | dolle vrouw          |
| Paul Benedict     | Lindquist            |
| Jack Colvin       | Mulvey               |
| Matt Clark        | Qualen               |
| Richard Angarola  | Lebeaux              |
| Charles Tyner     | Robidoux             |
| Tanya Tucker      |                      |